# Hoogstraten VV
El Hoogstraten VV es un equipo de fútbol de Bélgica de la localidad de Hoogstraten en la provincia de Amberes. Está afiliado a la Real Federación Belga con la matrícula 2366 y tiene los colores rojo y blanco como colores del club. Actualmente juega en la División Nacional 1 de Bélgica, la tercera liga de fútbol más importante del país.

## Historia
A partir de 1916, durante la Primera Guerra Mundial, se fundan varios clubes de fútbol en Noorderkempen (comarca del noreste belga lindando con Países Bajos), donde los jóvenes buscaban relajarse durante los años de ocupación. Después del club Den Hoogstraetse Voetbalbond, pronto surgieron otros clubes en el municipio, como Onder Ons y Vermaak na Arbeid. Con el tiempo, después de la guerra, estos clubes desaparecen.
Después de varios intentos menos exitosos, en julio de 1926 se funda un nuevo club, el Hoogstraeten Football Club (número de matrícula 978) y en 1928 nuevamente Vermaak na Arbeid (número de matrícula 1168). En 1931 los clubes habían vuelto a desaparecer, hasta que finalmente en 1936 se fundó un nuevo club, Hoogstraten VV, que se unió a la KBVB en marzo con la matrícula 2366.
Empezó en la serie provincial más baja, Cuarta Provincial. En 1938 el club ascendió por primera vez, pero al cabo de una temporada bajó. El equipo volvió a salir campeón durante la Segunda Guerra Mundial , en la temporada 1942/43, y ascendió nuevamente a Segunda Provincial para un período más exitoso. En 1947/48 el club también salió campeón, pero tras un año de Primera Provincial volvió a descender. En los años cincuenta, el equipo también jugó algunas temporadas en la Primera Provincial, después de haber sido campeón en la Segunda Provincial en 1951/52; en 1956/57, sin embargo, fueron relegados nuevamente a Segunda.
Sin embargo, el equipo logró su mayor ascenso en la década de 1960. En 1962/63 volvió a ser campeón en Segunda, una temporada más tarde esto se repitió en Primera Provincial, por lo que el club entró por primera vez en las categorías nacionales. En 1985/86, Hoogstraten se proclamó campeón de Cuarta División y debutó en Tercera División. El club siguió jugando allí durante varias temporadas. En 1990 quedó segundo, a sólo 1 punto del campeón, KFC Turnhout. En 1995 volvió a quedar segundo, dos puntos por detrás de KFC Tielen y se le permitió participar en la ronda final para ascender, pero fue eliminado por Racing Jet Wavre. Finalmente regresó a Cuarta en 2002.
Después de cinco temporadas, Hoogstraten sale campeón en 2008 y ascendió de nuevo a Tercera División. Después de otras cinco temporadas, se produjo el ascenso a Segunda División por primera vez en la historia del club. Hoogstraten acabó allí en un lugar de descenso, pero como el RWDM Bruselas FC no obtuvo la licencia, aun así se le permitió participar en la ronda final con los equipos de tercera división. Perdió ante Patro Eisden Maasmechelen, lo que significó que el descenso al tercer nivel era un hecho.
En 2016, el HVV no pudo clasificarse para la recién formada Primera División amateur (ahora: División Nacional 1), lo que lo hizo activo en el cuarto nivel. Tras seis temporadas, se consiguió el título en División 2 en la 2021/22, lo que supuso el ascenso a la máxima categoría amateur.

## Temporada a temporada
| 1936/37 |    |    |     |     |     |     | 6                                                     |                                                       |                                                       | Tercera Prov. Antwerp.                                | 19                                                    |                                                                                             |                                                       |                                                       |                                                       |                                                       |                                                       |                                                       |                                                       |                                        |                                        |                                        |
| 1937/38 |    |    |     |     |     |     | 1                                                     |                                                       |                                                       | Tercera Prov. Antwerp.                                | 27                                                    |                                                                                             |                                                       |                                                       |                                                       |                                                       |                                                       |                                                       |                                                       |                                        |                                        |                                        |
| 1938/39 |    |    |     |     |     | 12  |                                                       |                                                       |                                                       | Segunda Prov. Antwerp.                                | 19                                                    |                                                                                             |                                                       |                                                       |                                                       |                                                       |                                                       |                                                       |                                                       |                                        |                                        |                                        |
| 1939/40 |    |    |     |     |     | 6   |                                                       |                                                       |                                                       | Segunda Prov. Antwerp.                                | 10                                                    |                                                                                             |                                                       |                                                       |                                                       |                                                       |                                                       |                                                       |                                                       |                                        |                                        |                                        |
| 1940/41 |    |    |     |     |     |     |                                                       |                                                       |                                                       |                                                       |                                                       | sin competición por II Guerra Mundial                                                       |                                                       |                                                       |                                                       |                                                       |                                                       |                                                       |                                                       |                                        |                                        |                                        |
| 1941/42 |    |    |     |     |     | 5   |                                                       |                                                       |                                                       | Segunda Prov. Antwerp.                                | 36                                                    |                                                                                             |                                                       |                                                       |                                                       |                                                       |                                                       |                                                       |                                                       |                                        |                                        |                                        |
| 1942/43 |    |    |     |     |     |     | 1                                                     |                                                       |                                                       | Tercera Prov. Antwerp.                                | 35                                                    |                                                                                             |                                                       |                                                       |                                                       |                                                       |                                                       |                                                       |                                                       |                                        |                                        |                                        |
| 1943/44 |    |    |     |     |     | 4   |                                                       |                                                       |                                                       | Segunda Prov. Antwerp.                                | 27                                                    |                                                                                             |                                                       |                                                       |                                                       |                                                       |                                                       |                                                       |                                                       |                                        |                                        |                                        |
| 1944/45 |    |    |     |     |     |     |                                                       |                                                       |                                                       |                                                       |                                                       | sin competición por II Guerra Mundial                                                       |                                                       |                                                       |                                                       |                                                       |                                                       |                                                       |                                                       |                                        |                                        |                                        |
| 1945/46 |    |    |     |     |     | 7   |                                                       |                                                       |                                                       | Segunda Prov. Antwerp.                                | 30                                                    |                                                                                             |                                                       |                                                       |                                                       |                                                       |                                                       |                                                       |                                                       |                                        |                                        |                                        |
| 1946/47 |    |    |     |     |     | 3   |                                                       |                                                       |                                                       | Segunda Prov. Antwerp.                                | 43                                                    |                                                                                             |                                                       |                                                       |                                                       |                                                       |                                                       |                                                       |                                                       |                                        |                                        |                                        |
| 1947/48 |    |    |     |     |     | 1   |                                                       |                                                       |                                                       | Segunda Prov. Antwerp.                                | 47                                                    |                                                                                             |                                                       |                                                       |                                                       |                                                       |                                                       |                                                       |                                                       |                                        |                                        |                                        |
| 1948/49 |    |    |     |     |     | 14  |                                                       |                                                       |                                                       | Segunda Prov. Antwerp.                                | 23                                                    |                                                                                             |                                                       |                                                       |                                                       |                                                       |                                                       |                                                       |                                                       |                                        |                                        |                                        |
| 1949/50 |    |    |     |     |     | 13  |                                                       |                                                       |                                                       | Segunda Prov. Antwerp.                                | 23                                                    |                                                                                             |                                                       |                                                       |                                                       |                                                       |                                                       |                                                       |                                                       |                                        |                                        |                                        |
| 1950/51 |    |    |     |     |     | 5   |                                                       |                                                       |                                                       | Segunda Prov. Antwerp.                                | 34                                                    |                                                                                             |                                                       |                                                       |                                                       |                                                       |                                                       |                                                       |                                                       |                                        |                                        |                                        |
| 1951/52 |    |    |     |     |     | 1   |                                                       |                                                       |                                                       | Segunda Prov. Antwerp.                                | 46                                                    |                                                                                             |                                                       |                                                       |                                                       |                                                       |                                                       |                                                       |                                                       |                                        |                                        |                                        |
|         | I  | I  | II  | III | IV  | P.I | P.II                                                  | P.III                                                 | P.IV                                                  | desde 1952/53 hay 4 niveles nacionales                | desde 1952/53 hay 4 niveles nacionales                | desde 1952/53 hay 4 niveles nacionales                                                      | desde 1952/53 hay 4 niveles nacionales                | desde 1952/53 hay 4 niveles nacionales                | desde 1952/53 hay 4 niveles nacionales                | desde 1952/53 hay 4 niveles nacionales                | desde 1952/53 hay 4 niveles nacionales                | desde 1952/53 hay 4 niveles nacionales                | desde 1952/53 hay 4 niveles nacionales                | desde 1952/53 hay 4 niveles nacionales | desde 1952/53 hay 4 niveles nacionales | desde 1952/53 hay 4 niveles nacionales |
| 1952/53 |    |    |     |     |     | 8   |                                                       |                                                       |                                                       | Primera Prov. Antwerp.                                | 29                                                    |                                                                                             |                                                       |                                                       |                                                       |                                                       |                                                       |                                                       |                                                       |                                        |                                        |                                        |
| 1953/54 |    |    |     |     |     | 10  |                                                       |                                                       |                                                       | Primera Prov. Antwerp.                                | 28                                                    |                                                                                             |                                                       |                                                       |                                                       |                                                       |                                                       |                                                       |                                                       |                                        |                                        |                                        |
| 1954/55 |    |    |     |     |     | 11  |                                                       |                                                       |                                                       | Primera Prov. Antwerp.                                | 25                                                    |                                                                                             |                                                       |                                                       |                                                       |                                                       |                                                       |                                                       |                                                       |                                        |                                        |                                        |
| 1955/56 |    |    |     |     |     | 7   |                                                       |                                                       |                                                       | Primera Prov. Antwerp.                                | 30                                                    |                                                                                             |                                                       |                                                       |                                                       |                                                       |                                                       |                                                       |                                                       |                                        |                                        |                                        |
| 1956/57 |    |    |     |     |     | 16  |                                                       |                                                       |                                                       | Primera Prov. Antwerp.                                | 10                                                    |                                                                                             |                                                       |                                                       |                                                       |                                                       |                                                       |                                                       |                                                       |                                        |                                        |                                        |
| 1957/58 |    |    |     |     |     |     | 10                                                    |                                                       |                                                       | Segunda Prov. Antwerp.                                | 28                                                    |                                                                                             |                                                       |                                                       |                                                       |                                                       |                                                       |                                                       |                                                       |                                        |                                        |                                        |
| 1958/59 |    |    |     |     |     |     | 10                                                    |                                                       |                                                       | Segunda Prov. Antwerp.                                | 25                                                    |                                                                                             |                                                       |                                                       |                                                       |                                                       |                                                       |                                                       |                                                       |                                        |                                        |                                        |
| 1959/60 |    |    |     |     |     |     | 11                                                    |                                                       |                                                       | Segunda Prov. Antwerp.                                | 27                                                    |                                                                                             |                                                       |                                                       |                                                       |                                                       |                                                       |                                                       |                                                       |                                        |                                        |                                        |
| 1960/61 |    |    |     |     |     |     | 3                                                     |                                                       |                                                       | Segunda Prov. Antwerp.                                | 41                                                    |                                                                                             |                                                       |                                                       |                                                       |                                                       |                                                       |                                                       |                                                       |                                        |                                        |                                        |
| 1961/62 |    |    |     |     |     |     | 7                                                     |                                                       |                                                       | Segunda Prov. Antwerp.                                | 36                                                    |                                                                                             |                                                       |                                                       |                                                       |                                                       |                                                       |                                                       |                                                       |                                        |                                        |                                        |
| 1962/63 |    |    |     |     |     |     | 1                                                     |                                                       |                                                       | Segunda Prov. Antwerp.                                | 49                                                    |                                                                                             |                                                       |                                                       |                                                       |                                                       |                                                       |                                                       |                                                       |                                        |                                        |                                        |
| 1963/64 |    |    |     |     |     | 1   |                                                       |                                                       |                                                       | Primera Prov. Antwerp.                                | 44                                                    |                                                                                             |                                                       |                                                       |                                                       |                                                       |                                                       |                                                       |                                                       |                                        |                                        |                                        |
| 1964/65 |    |    |     |     | 13  |     |                                                       |                                                       |                                                       | Cuarta C                                              | 27                                                    |                                                                                             |                                                       |                                                       |                                                       |                                                       |                                                       |                                                       |                                                       |                                        |                                        |                                        |
| 1965/66 |    |    |     |     | 3   |     |                                                       |                                                       |                                                       | Cuarta C                                              | 40                                                    |                                                                                             |                                                       |                                                       |                                                       |                                                       |                                                       |                                                       |                                                       |                                        |                                        |                                        |
| 1966/67 |    |    |     |     | 5   |     |                                                       |                                                       |                                                       | Cuarta C                                              | 33                                                    |                                                                                             |                                                       |                                                       |                                                       |                                                       |                                                       |                                                       |                                                       |                                        |                                        |                                        |
| 1967/68 |    |    |     |     | 7   |     |                                                       |                                                       |                                                       | Cuarta B                                              | 32                                                    |                                                                                             |                                                       |                                                       |                                                       |                                                       |                                                       |                                                       |                                                       |                                        |                                        |                                        |
| 1968/69 |    |    |     |     | 4   |     |                                                       |                                                       |                                                       | Cuarta B                                              | 34                                                    |                                                                                             |                                                       |                                                       |                                                       |                                                       |                                                       |                                                       |                                                       |                                        |                                        |                                        |
| 1969/70 |    |    |     |     | 11  |     |                                                       |                                                       |                                                       | Cuarta B                                              | 29                                                    |                                                                                             |                                                       |                                                       |                                                       |                                                       |                                                       |                                                       |                                                       |                                        |                                        |                                        |
| 1970/71 |    |    |     |     | 2   |     |                                                       |                                                       |                                                       | Cuarta C                                              | 40                                                    |                                                                                             |                                                       |                                                       |                                                       |                                                       |                                                       |                                                       |                                                       |                                        |                                        |                                        |
| 1971/72 |    |    |     |     | 7   |     |                                                       |                                                       |                                                       | Cuarta C                                              | 34                                                    |                                                                                             |                                                       |                                                       |                                                       |                                                       |                                                       |                                                       |                                                       |                                        |                                        |                                        |
| 1972/73 |    |    |     |     | 2   |     |                                                       |                                                       |                                                       | Cuarta C                                              | 39                                                    |                                                                                             |                                                       |                                                       |                                                       |                                                       |                                                       |                                                       |                                                       |                                        |                                        |                                        |
| 1973/74 |    |    |     |     | 7   |     |                                                       |                                                       |                                                       | Cuarta D                                              | 32                                                    |                                                                                             |                                                       |                                                       |                                                       |                                                       |                                                       |                                                       |                                                       |                                        |                                        |                                        |
| 1974/75 |    |    |     |     | 5   |     |                                                       |                                                       |                                                       | Cuarta B                                              | 33                                                    |                                                                                             |                                                       |                                                       |                                                       |                                                       |                                                       |                                                       |                                                       |                                        |                                        |                                        |
| 1975/76 |    |    |     |     | 4   |     |                                                       |                                                       |                                                       | Cuarta C                                              | 32                                                    |                                                                                             |                                                       |                                                       |                                                       |                                                       |                                                       |                                                       |                                                       |                                        |                                        |                                        |
| 1976/77 |    |    |     |     | 2   |     |                                                       |                                                       |                                                       | Cuarta B                                              | 40                                                    |                                                                                             |                                                       |                                                       |                                                       |                                                       |                                                       |                                                       |                                                       |                                        |                                        |                                        |
| 1977/78 |    |    |     |     | 4   |     |                                                       |                                                       |                                                       | Cuarta B                                              | 34                                                    |                                                                                             |                                                       |                                                       |                                                       |                                                       |                                                       |                                                       |                                                       |                                        |                                        |                                        |
| 1978/79 |    |    |     |     | 13  |     |                                                       |                                                       |                                                       | Cuarta A                                              | 24                                                    |                                                                                             |                                                       |                                                       |                                                       |                                                       |                                                       |                                                       |                                                       |                                        |                                        |                                        |
| 1979/80 |    |    |     |     | 12  |     |                                                       |                                                       |                                                       | Cuarta C                                              | 25                                                    |                                                                                             |                                                       |                                                       |                                                       |                                                       |                                                       |                                                       |                                                       |                                        |                                        |                                        |
| 1980/81 |    |    |     |     | 4   |     |                                                       |                                                       |                                                       | Cuarta A                                              | 34                                                    |                                                                                             |                                                       |                                                       |                                                       |                                                       |                                                       |                                                       |                                                       |                                        |                                        |                                        |
| 1981/82 |    |    |     |     | 7   |     |                                                       |                                                       |                                                       | Cuarta C                                              | 31                                                    |                                                                                             |                                                       |                                                       |                                                       |                                                       |                                                       |                                                       |                                                       |                                        |                                        |                                        |
| 1982/83 |    |    |     |     | 13  |     |                                                       |                                                       |                                                       | Cuarta D                                              | 22                                                    |                                                                                             |                                                       |                                                       |                                                       |                                                       |                                                       |                                                       |                                                       |                                        |                                        |                                        |
| 1983/84 |    |    |     |     | 8   |     |                                                       |                                                       |                                                       | Cuarta B                                              | 28                                                    |                                                                                             |                                                       |                                                       |                                                       |                                                       |                                                       |                                                       |                                                       |                                        |                                        |                                        |
| 1984/85 |    |    |     |     | 11  |     |                                                       |                                                       |                                                       | Cuarta C                                              | 26                                                    |                                                                                             |                                                       |                                                       |                                                       |                                                       |                                                       |                                                       |                                                       |                                        |                                        |                                        |
| 1985/86 |    |    |     |     | 1   |     |                                                       |                                                       |                                                       | Cuarta A                                              | 44                                                    |                                                                                             |                                                       |                                                       |                                                       |                                                       |                                                       |                                                       |                                                       |                                        |                                        |                                        |
| 1986/87 |    |    |     | 15  |     |     |                                                       |                                                       |                                                       | Tercera B                                             | 22                                                    |                                                                                             |                                                       |                                                       |                                                       |                                                       |                                                       |                                                       |                                                       |                                        |                                        |                                        |
| 1987/88 |    |    |     | 13  |     |     |                                                       |                                                       |                                                       | Tercera B                                             | 24                                                    |                                                                                             |                                                       |                                                       |                                                       |                                                       |                                                       |                                                       |                                                       |                                        |                                        |                                        |
| 1988/89 |    |    |     | 12  |     |     |                                                       |                                                       |                                                       | Tercera B                                             | 27                                                    |                                                                                             |                                                       |                                                       |                                                       |                                                       |                                                       |                                                       |                                                       |                                        |                                        |                                        |
| 1989/90 |    |    |     | 2   |     |     |                                                       |                                                       |                                                       | Tercera B                                             | 42                                                    |                                                                                             |                                                       |                                                       |                                                       |                                                       |                                                       |                                                       |                                                       |                                        |                                        |                                        |
| 1990/91 |    |    |     | 5   |     |     |                                                       |                                                       |                                                       | Tercera B                                             | 35                                                    |                                                                                             |                                                       |                                                       |                                                       |                                                       |                                                       |                                                       |                                                       |                                        |                                        |                                        |
| 1991/92 |    |    |     | 8   |     |     |                                                       |                                                       |                                                       | Tercera B                                             | 30                                                    |                                                                                             |                                                       |                                                       |                                                       |                                                       |                                                       |                                                       |                                                       |                                        |                                        |                                        |
| 1992/93 |    |    |     | 12  |     |     |                                                       |                                                       |                                                       | Tercera B                                             | 25                                                    |                                                                                             |                                                       |                                                       |                                                       |                                                       |                                                       |                                                       |                                                       |                                        |                                        |                                        |
| 1993/94 |    |    |     | 5   |     |     |                                                       |                                                       |                                                       | Tercera B                                             | 32                                                    | gana en ronda de ascenso contra FC Dender (2-1), pero pierde contra R. Cappellen FC (1-2)   |                                                       |                                                       |                                                       |                                                       |                                                       |                                                       |                                                       |                                        |                                        |                                        |
| 1994/95 |    |    |     | 2   |     |     |                                                       |                                                       |                                                       | Tercera B                                             | 40                                                    | pierde ronda de ascenso contra Racing Jet Wavre (0-3)                                       |                                                       |                                                       |                                                       |                                                       |                                                       |                                                       |                                                       |                                        |                                        |                                        |
| 1995/96 |    |    |     | 12  |     |     |                                                       |                                                       |                                                       | Tercera B                                             | 35                                                    |                                                                                             |                                                       |                                                       |                                                       |                                                       |                                                       |                                                       |                                                       |                                        |                                        |                                        |
| 1996/97 |    |    |     | 5   |     |     |                                                       |                                                       |                                                       | Tercera B                                             | 45                                                    | gana en ronda de ascenso contra KFC Poederlee (3-0), pero pierde contra KFC Strombeek (0-3) |                                                       |                                                       |                                                       |                                                       |                                                       |                                                       |                                                       |                                        |                                        |                                        |
| 1997/98 |    |    |     | 8   |     |     |                                                       |                                                       |                                                       | Tercera B                                             | 45                                                    |                                                                                             |                                                       |                                                       |                                                       |                                                       |                                                       |                                                       |                                                       |                                        |                                        |                                        |
| 1998/99 |    |    |     | 12  |     |     |                                                       |                                                       |                                                       | Tercera B                                             | 37                                                    |                                                                                             |                                                       |                                                       |                                                       |                                                       |                                                       |                                                       |                                                       |                                        |                                        |                                        |
| 1999/00 |    |    |     | 8   |     |     |                                                       |                                                       |                                                       | Tercera A                                             | 43                                                    |                                                                                             |                                                       |                                                       |                                                       |                                                       |                                                       |                                                       |                                                       |                                        |                                        |                                        |
| 2000/01 |    |    |     | 8   |     |     |                                                       |                                                       |                                                       | Tercera A                                             | 41                                                    |                                                                                             |                                                       |                                                       |                                                       |                                                       |                                                       |                                                       |                                                       |                                        |                                        |                                        |
| 2001/02 |    |    |     | 16  |     |     |                                                       |                                                       |                                                       | Tercera A                                             | 16                                                    |                                                                                             |                                                       |                                                       |                                                       |                                                       |                                                       |                                                       |                                                       |                                        |                                        |                                        |
| 2002/03 |    |    |     |     | 3   |     |                                                       |                                                       |                                                       | Cuarta C                                              | 55                                                    | derrota en ronda de ascenso contra RFC Seraing (1-2)                                        |                                                       |                                                       |                                                       |                                                       |                                                       |                                                       |                                                       |                                        |                                        |                                        |
| 2003/04 |    |    |     |     | 7   |     |                                                       |                                                       |                                                       | Cuarta C                                              | 45                                                    |                                                                                             |                                                       |                                                       |                                                       |                                                       |                                                       |                                                       |                                                       |                                        |                                        |                                        |
| 2004/05 |    |    |     |     | 8   |     |                                                       |                                                       |                                                       | Cuarta B                                              | 38                                                    |                                                                                             |                                                       |                                                       |                                                       |                                                       |                                                       |                                                       |                                                       |                                        |                                        |                                        |
| 2005/06 |    |    |     |     | 13  |     |                                                       |                                                       |                                                       | Cuarta C                                              | 29                                                    | permanece tras derrotar a KVV Eendracht Aalter (3-1)                                        |                                                       |                                                       |                                                       |                                                       |                                                       |                                                       |                                                       |                                        |                                        |                                        |
| 2006/07 |    |    |     |     | 8   |     |                                                       |                                                       |                                                       | Cuarta C                                              | 47                                                    | gana en ronda de ascenso contra SC Wielsbeke (3-0), pero pierde contra FC Bleid (0-1)       |                                                       |                                                       |                                                       |                                                       |                                                       |                                                       |                                                       |                                        |                                        |                                        |
| 2007/08 |    |    |     |     | 1   |     |                                                       |                                                       |                                                       | Cuarta C                                              | 65                                                    |                                                                                             |                                                       |                                                       |                                                       |                                                       |                                                       |                                                       |                                                       |                                        |                                        |                                        |
| 2008/09 |    |    |     | 8   |     |     |                                                       |                                                       |                                                       | Tercera B                                             | 41                                                    |                                                                                             |                                                       |                                                       |                                                       |                                                       |                                                       |                                                       |                                                       |                                        |                                        |                                        |
| 2009/10 |    |    |     | 8   |     |     |                                                       |                                                       |                                                       | Tercera A                                             | 50                                                    |                                                                                             |                                                       |                                                       |                                                       |                                                       |                                                       |                                                       |                                                       |                                        |                                        |                                        |
| 2010/11 |    |    |     | 2   |     |     |                                                       |                                                       |                                                       | Tercera A                                             | 62                                                    | derrota en ronda de ascenso contra Sportkring Sint-Niklaas (2-2 y 2-3)                      |                                                       |                                                       |                                                       |                                                       |                                                       |                                                       |                                                       |                                        |                                        |                                        |
| 2011/12 |    |    |     | 2   |     |     |                                                       |                                                       |                                                       | Tercera B                                             | 65                                                    | derrota en ronda de ascenso contra KSV Oudenaarde (1-2 y 3-3)                               |                                                       |                                                       |                                                       |                                                       |                                                       |                                                       |                                                       |                                        |                                        |                                        |
| 2012/13 |    |    |     | 1   |     |     |                                                       |                                                       |                                                       | Tercera A                                             | 74                                                    |                                                                                             |                                                       |                                                       |                                                       |                                                       |                                                       |                                                       |                                                       |                                        |                                        |                                        |
| 2013/14 |    |    | 17  |     |     |     |                                                       |                                                       |                                                       | Segunda División                                      | 28                                                    | derrota en ronda de permanencia contra K. Patro Eisden Maasmechelen (0-3 y 1-2)             |                                                       |                                                       |                                                       |                                                       |                                                       |                                                       |                                                       |                                        |                                        |                                        |
| 2014/15 |    |    |     | 8   |     |     |                                                       |                                                       |                                                       | Tercera A                                             | 51                                                    |                                                                                             |                                                       |                                                       |                                                       |                                                       |                                                       |                                                       |                                                       |                                        |                                        |                                        |
| 2015/16 |    |    |     | 12  |     |     |                                                       |                                                       |                                                       | Tercera B                                             | 48                                                    |                                                                                             |                                                       |                                                       |                                                       |                                                       |                                                       |                                                       |                                                       |                                        |                                        |                                        |
|         | 1A | 1B | 1Am | 2Am | 3Am | P.I | desde 2016-17 hay 3 niveles nacionales y 2 regionales | desde 2016-17 hay 3 niveles nacionales y 2 regionales | desde 2016-17 hay 3 niveles nacionales y 2 regionales | desde 2016-17 hay 3 niveles nacionales y 2 regionales | desde 2016-17 hay 3 niveles nacionales y 2 regionales | desde 2016-17 hay 3 niveles nacionales y 2 regionales                                       | desde 2016-17 hay 3 niveles nacionales y 2 regionales | desde 2016-17 hay 3 niveles nacionales y 2 regionales | desde 2016-17 hay 3 niveles nacionales y 2 regionales | desde 2016-17 hay 3 niveles nacionales y 2 regionales | desde 2016-17 hay 3 niveles nacionales y 2 regionales | desde 2016-17 hay 3 niveles nacionales y 2 regionales | desde 2016-17 hay 3 niveles nacionales y 2 regionales |                                        |                                        |                                        |
| 2016/17 |    |    |     | 9   |     |     |                                                       |                                                       |                                                       | Segunda Afic VV B                                     | 37                                                    |                                                                                             |                                                       |                                                       |                                                       |                                                       |                                                       |                                                       |                                                       |                                        |                                        |                                        |
| 2017/18 |    |    |     | 12  |     |     |                                                       |                                                       |                                                       | Segunda Afic VV B                                     | 36                                                    |                                                                                             |                                                       |                                                       |                                                       |                                                       |                                                       |                                                       |                                                       |                                        |                                        |                                        |
| 2018/19 |    |    |     | 11  |     |     |                                                       |                                                       |                                                       | Segunda Afic VV B                                     | 37                                                    |                                                                                             |                                                       |                                                       |                                                       |                                                       |                                                       |                                                       |                                                       |                                        |                                        |                                        |
| 2019/20 |    |    |     | 14  |     |     |                                                       |                                                       |                                                       | Segunda Afic VV B                                     | 23                                                    | competición parada por Covid-19                                                             |                                                       |                                                       |                                                       |                                                       |                                                       |                                                       |                                                       |                                        |                                        |                                        |
| 2020/21 |    |    |     | -   |     |     |                                                       |                                                       |                                                       | División 2 VV B                                       | -                                                     | sin competición por Covid-19                                                                |                                                       |                                                       |                                                       |                                                       |                                                       |                                                       |                                                       |                                        |                                        |                                        |
| 2021/22 |    |    |     | 1   |     |     |                                                       |                                                       |                                                       | División 2 VV B                                       | 70                                                    |                                                                                             |                                                       |                                                       |                                                       |                                                       |                                                       |                                                       |                                                       |                                        |                                        |                                        |
| 2022/23 |    |    | 16  |     |     |     |                                                       |                                                       |                                                       | División Nacional 1                                   | 41                                                    |                                                                                             |                                                       |                                                       |                                                       |                                                       |                                                       |                                                       |                                                       |                                        |                                        |                                        |
| 2023/24 |    |    | 8   |     |     |     |                                                       |                                                       |                                                       | División Nacional 1                                   | 49                                                    |                                                                                             |                                                       |                                                       |                                                       |                                                       |                                                       |                                                       |                                                       |                                        |                                        |                                        |

## Palmarés
- Tercera División de Bélgica Grupo A: 1

2012/13
- División 2 de Bélgica Grupo VFV B: 1

2021/22

## Jugadores destacados
- Jan Verheyen
- Gert Verheyen
- Karel Snoeckxs